# 笪桥镇
笪桥镇，是中华人民共和国广东省茂名市化州市下辖的一个乡镇级行政单位。
著名人物：
- 葉玉卿：香港資深女演員，祖籍化州市笪橋鎮

## 行政区划
笪桥镇下辖以下地区：
边岭村、笪桥社区、笪桥村、大沙田村、山华村、柑村、瑶涌村、木威塘村、西涌村、良涌村、横岭村、仓背村、水塘村和朱砂村。